# Königsstein (Tillenberg)

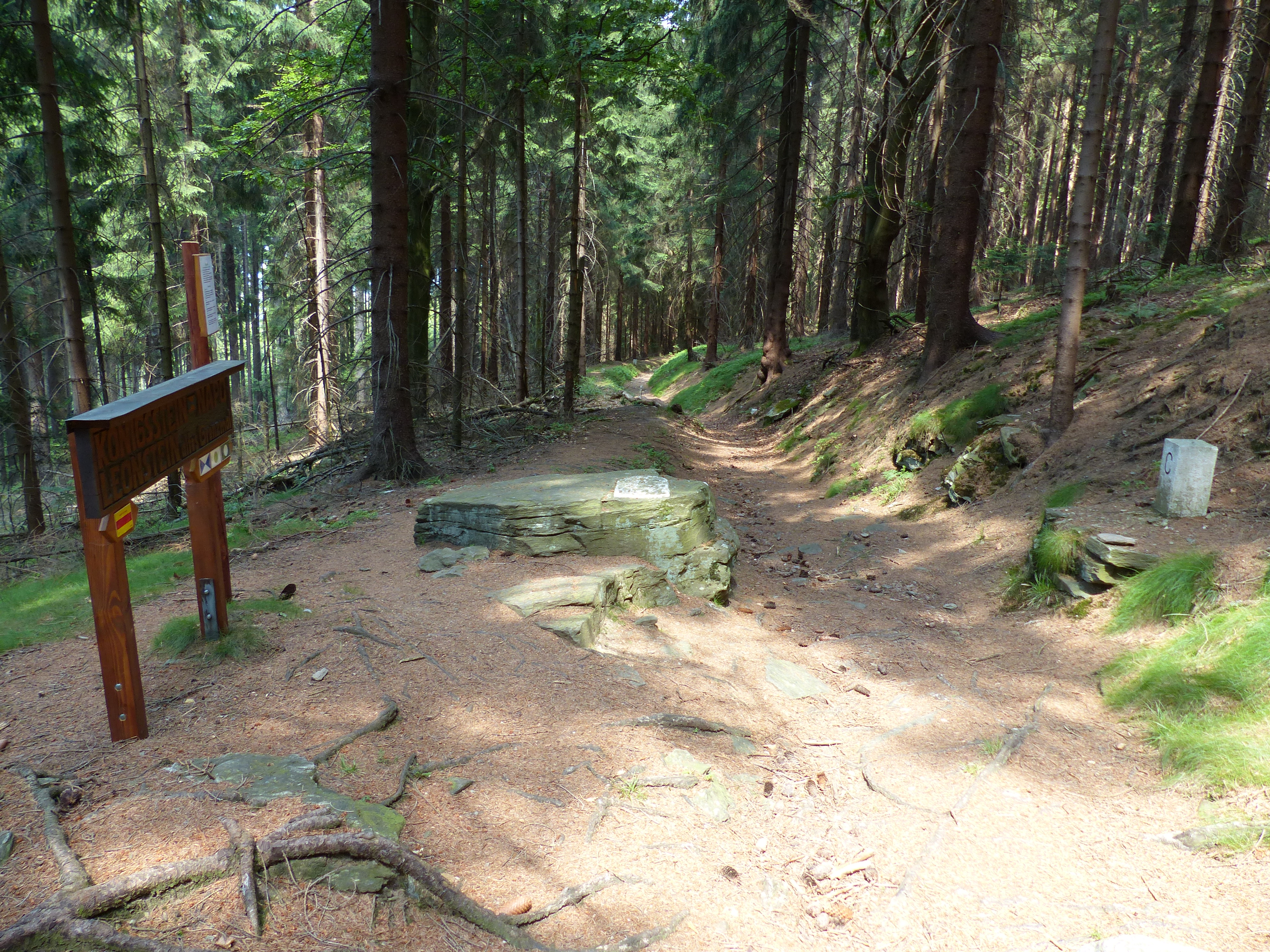
Königsstein am Grenzweg

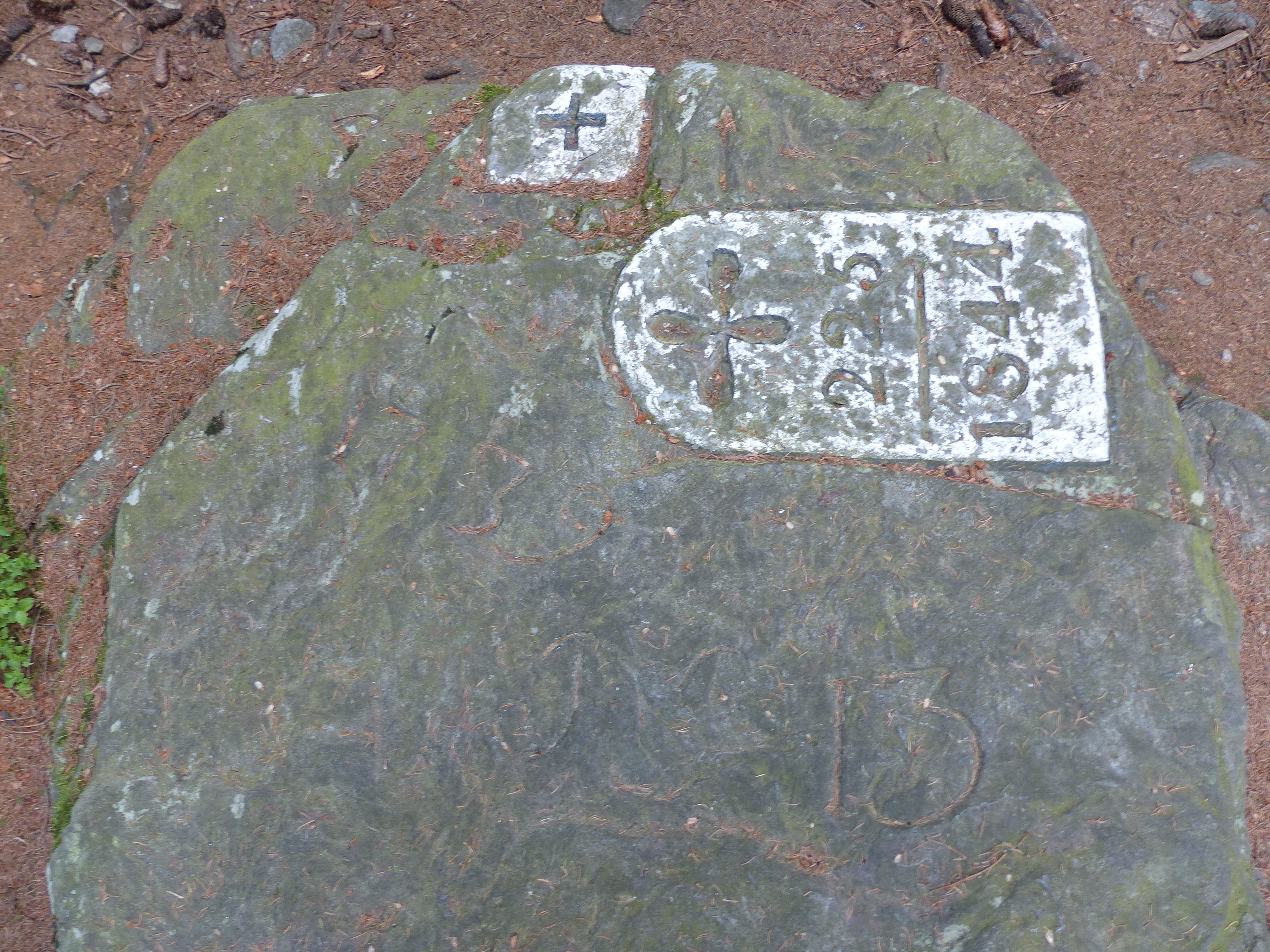
Verschiedene eingemeißelte Grenzmarkierungen

Der Königsstein (auch Napoleonstein) ist ein alter Grenzstein auf dem Tillenberg.
Der Königsstein ist als Grenzstein seit 1591 bekannt. Zunächst trug er aufgrund seiner Form den Namen Breiter Stein. Es handelt sich um einen natürlichen abgelagerten Stein aus Bänder- bzw. Glimmerschiefer. Die sogenannte Frais war mit Fraischsteinen abgegrenzt. Seinen Namen hat er als Grenzstein der böhmischen Herrschaft Königswart (Kynžvart) erhalten. Seit 1739 ist er Teil der Grenzlinie von Altmugl zum Königsstein. Er war Grenzstein von Bayern und zwischen der k.u.k.-Monarchie und dem Deutschen Reich. Heute markiert er die deutsch-tschechische Grenze. Zahlreiche Einmeißelungen belegen die lange Geschichte als Grenzstein. Neben Pfeilen, die den Grenzverlauf markieren, befinden sich auf ihm zahlreiche Inschriften: 1739, 18N13, 1844, 225, ein Kleeblatt und D und B. Der Königsstein wird oft fälschlicherweise auch als „Napoleonstein“ bezeichnet.
Der Königsstein ist Wanderziel diverser Wanderwege, die u. a. in Bad Neualbenreuth gestartet werden können. In unmittelbarer Nähe befinden sich der Granatbrunnen und der Mittelpunkt Europas.